# Euphorbia dumeticola
Euphorbia dumeticola là một loài thực vật có hoa trong họ Đại kích. Loài này được P.R.O.Bally & S.Carter mô tả khoa học đầu tiên năm 1976.